# Odontocera solangeae
Odontocera solangeae är en skalbaggsart som beskrevs av Magno 2001. Odontocera solangeae ingår i släktet Odontocera och familjen långhorningar. Inga underarter finns listade i Catalogue of Life.